# Fabrizia
Fabrizia – miejscowość i gmina we Włoszech, w regionie Kalabria, w prowincji Vibo Valentia.
Według danych na rok 2004 gminę zamieszkiwało 2689 osób, 70,8 os./km².